# 우크라이나 민족주의자 조직

OUN-M(멜니크파)의 휘장

OUN-B(반데라파)의 휘장

우크라이나 민족주의자 조직(우크라이나어: Організація українських націоналістів; OUN)은 우크라이나의 극우 민족주의 무장조직이었다. 1929년 빈에서 설립되어 동부 갈리치아(당시에는 폴란드 제2공화국령)에서 활동을 개시했다. 초창기의 OUN은 우크라이나 군사조직(UVO)을 비롯한 군소 우익 단체들, 드미트로 돈초프・예우헨 코노발레츠・미콜라 스치보르스키 등 우크라이나 민족주의 지식인들이 결합해 만든 연합체적 조직이었다.
OUN의 이념은 이탈리아 파시즘과 유사했다. OUN은 합법정당, 대학교 등 정치제도에 침투해서 활동하기를 도모했다. OUN은 우크라이나의 독립이라는 목적을 이루기 위해 테러리즘을 전략으로 사용했고, 폴란드 제2공화국, 체코슬로바키아 제1공화국, 루마니아 왕국, 소비에트 연방을 그 공격대상인 외세의 적으로 삼았다.
1940년, OUN은 두 갈래로 분열했다. 보다 온건한 고참 조직원들은 안드리이 아타나소비치 멜니크를 지지했고, 급진적인 청년 조직원들은 스테판 반데라를 지지했다. 멜니크파를 OUN-M, 반데라파를 OUN-B라고 한다. 1941년 추축국의 소련 침공이 개시되자(바르바로사 작전) OUN-B의 야로슬라프 스테츠코는 1941년 6월 30일 리비우에서 우크라이나의 독립을 선언했다. 그러나 리비우는 당시 나치 독일의 점령지였고, 나치 관헌들은 OUN을 탄압했다. 1942년 10월 OUN-B는 우크라이나 분란군(UPA)을 창설했다. 1943년에서 1944년 사이에 UPA는 폴란드가 전후에 제2공화국 국경을 다시 주장하는 것을 막기 위해 볼히니아와 동부 갈리치아의 폴란드인 학살을 일으켰다. 역사학자들은 이 당시 볼히니아와 동갈리치아 지역에서 100,000 여명의 폴인이 학살당했다고 보고 있다.
2차대전 종전 이후 UPA는 소련군 및 폴란드군과 싸웠다. 1947년, 폴란드 정부는 UPA의 지지기반을 없애기 위해 폴란드에 거주하는 우크라이나계 민간인 140,000 명을 강제이주시켰다(비스와 작전). 이 과정에서 소련군이 죽이거나, 체포하거나, 강제이주시킨 우크라이나계 주민은 500,000 명을 넘는다. 그 피해자 상당수는 UPA 조직원과 그 가족 및 지지자들이었다. 냉전이 시작되자 CIA를 비롯한 서방세계 첩보기관들은 은밀하게 OUN을 계속 지원했다.
자유당, 우익 섹터, 우크라이나 국민회의, 우크라이나 민족주의자 회의 등 현대 우크라이나의 극우 정치조직들이 OUN의 정치적 유산의 계승자를 자처하고 있다. OUN의 역사적 평가는 엇갈린다. OUN의 계승자를 자처하는 단체들은 OUN의 파시즘적 성향과 나치 부역 사실을 부인하고자 한다.

## 같이 보기
- 1941년 리비우 포그롬